# جامعة لوهانسك الزراعية الوطنية
جامعة لوهانسك الزراعية الوطنية مؤسسة تعليم عالي أوكرانية، (بالأوكرانية: Луга́нський націона́льний агра́рний університе́т) هي جامعة تقع في لوهانسك أوبلاست، أوكرانيا. تأسست هذه الجامعة في سنة 1921